# Corniger spinosus
Corniger spinosus là loài cá biển duy nhất thuộc chi Corniger trong họ Cá sơn đá. Loài này được mô tả lần đầu tiên vào năm 1831.

## Từ nguyên
Tên chi, corniger, trong tiếng Latinh có nghĩa là "có sừng", hàm ý có lẽ đề cập đến ba ngạnh lớn, hướng ra sau bên dưới mỗi mắt của loài cá này. Từ định danh spinosus có nghĩa là "gai góc", cũng có thể đề cập đến đặc điểm kể trên, hoặc các ngạnh trên nắp mang, hay các gai cứng ở vây lưng và vây hậu môn.

## Phạm vi phân bố và môi trường sống
C. spinosus có phân bố ở cả hai bờ Đại Tây Dương. Từ bang North Carolina (Hoa Kỳ), C. spinosus xuất hiện dọc theo bờ biển các tiểu bang vịnh México; ở biển Caribe, C. spinosus được ghi nhận ở bờ nam Cuba, tây nam Puerto Rico, Curaçao, đảo Margarita (ngoài khơi Nueva Esparta, Venezuela); và dọc theo bờ biển Nam Mỹ, từ Suriname đến bang Rio de Janeiro (Brasil); còn ở bờ đông, C. spinosus được tìm thấy tại Cabo Verde, đảo Saint Helena, đảo Ascension, quần đảo Canaria và ngoài khơi Bénin.
C. spinosus sống tập trung ở khu vực dốc ngầm và sâu, độ sâu khoảng 45–275 m.

## Mô tả
Chiều dài cơ thể lớn nhất được ghi nhận ở C. spinosus là 23 cm. Cơ thể có duy nhất một màu đỏ tươi mà không có bất kỳ sọc đốm nào (vùng lưng sẫm màu hơn). Nắp mang có nhiều ngạnh. Có thêm 3 ngạnh lớn, hướng ra sau bên dưới mỗi mắt.
Số gai ở vây lưng: 11; Số tia vây ở vây lưng: 13–15; Số gai ở vây hậu môn: 4; Số tia vây ở vây hậu môn: 10–11; Số tia vây ở vây ngực: 16; Số gai ở vây bụng: 1; Số tia vây ở vây bụng: 7; Số vảy đường bên: 28–30.